# Chondrostoma nasus
Il naso (Chondrostoma nasus) è un pesce d'acqua dolce appartenente alla famiglia Cyprinidae.

## Distribuzione ed habitat
Il suo areale comprende quasi tutta l'Europa con eccezione della Penisola Iberica, la Francia occidentale, l'Italia, la Dalmazia, la Grecia, le Isole Britanniche, la Russia settentrionale e la Scandinavia. È invece presente in un settore dell'Anatolia occidentale.
In Italia è stato introdotto nel corso del XX secolo nel fiume Isonzo in seguito a ripopolamenti effettuati in acque slovene. Attualmente è distribuito verso ovest in acque friulane fino al bacino del fiume Stella.
Trova il suo habitat ideale nei fiumi della zona del barbo, con corrente da lenta a veloce, acque pulite e fondi ghiaiosi o sabbiosi.

## Descrizione
È simile alla savetta ma ha il corpo in proporzione meno alto e meno compresso lateralmente. Come tutti i Chondrostoma ha la mascella sporgente a formare una sorta di "naso", da cui il nome comune.

La livrea è grigio olivastra sul dorso per poi digradare verso il bianco argenteo sul ventre.
Le pinne dorsale e caudale sono scure con riflessi rossatri mentre le ventrali, le pettorali e l'anale sono visibilmente colorate di rosso.
Raggiunge i 50 cm e 1,5 kg di peso, con punte fino a 3 kg.

## Riproduzione
Avviene in primavera e risale i torrenti affluenti dei tratti alti dei fiumi che abita per la deposizione effettuando migrazioni anche molto lunghe.

## Alimentazione
Si nutre sia di alghe filamentose che raschia dalle pietre del fondo grazie alle labbra cornee che di invertebrati che trova nello stesso ambiente.

## Pesca
È un apprezzato pesce sportivo, da insidiare con la tecnica della passata o a fondo. È molto diffidente e la sua reazione alla cattura è vivace. Le esche utilizzate sono alghe in ciuffi, pane, lombrichi, bigattini ed altre larve.
Le carni sono buone, farinose al palato, ma apprezzate solo nei grossi esemplari, a causa delle numerosissime lische.